# Iglesia de San Román (Mendíjur)
La iglesia de San Román es un edificio situado en el concejo de Mendíjur, perteneciente al municipio español de Barrundia.

## Descripción
El edificio se encuentra en el concejo alavés de Mendíjur, perteneciente al municipio español de Barrundia. Se menciona como iglesia parroquial del lugar en el Diccionario geográfico-estadístico-histórico de España y sus posesiones de Ultramar de Pascual Madoz, donde se dice que hacia mediados del siglo XIX estaba «servida por 2 beneficiados perpétuos, uno de ellos con título de cura». Décadas después, ya en el siglo XX, Vicente Vera y López vuelve a reseñarla en el tomo de la Geografía general del País Vasco-Navarro dedicado a Álava con las siguientes palabras: «Su parroquia está dedicada á San Román, es de categoría rural de segunda y pertenece al arciprestazgo de Gamboa».
Los registros sacramentales de bautismos, matrimonios y decesos generados por la parroquia de San Román desde el siglo XV hasta el final del XIX se conservan con los del resto de iglesias de la provincia en el Archivo Histórico Diocesano de Vitoria, donde pueden consultarse.